# 4161 Амасіс
4161 Амасіс (6627 P-L, 1982 VF3, 4161 Amasis) — астероїд головного поясу, відкритий 24 вересня 1960 року.
Тіссеранів параметр щодо Юпітера — 3,222.